# Аван-хан
Аван-хан (Еган) (? — 1744 год) — армянский князь, мелик Дизака. Происходил из ответвлённого армянского княжеского рода Лорис-Меликянов. Родоначальник княжеского рода Мелик-Аванянов (Мелик-Еганянов или Мелик-Егановых и Меликаслановых)

## Биография
Родился в селе Арту гавара Лори, в семье вардпета Гукаса из ответвлённого рода Лорис-Меликяна. В 1717 году в результате войны со своим родственником меликом Элизбаром, силой отобравшим у мелика Авана принадлежавшие его предкам ущелье Памбак и часть Лори переселяется с отцом, семьёй и людьми в селение Тох Дизакского гавара, где становится меликом. Здесь его отец восстановил монастырь Гтич, основал обитель и поселился в том же монастыре. А сын, мелик Аван, в селе воздвиг великолепную церковь и укрепил поселение обводными стенами. Построенный им в том же селе прекрасный дворец, украшенный армянскими надписями, сохраняется и сегодня
В 1722-1728 годах — участвовал в освободительной борьбе армян против иноземного господства под началом князя Давид-Бека. Военный талант правителя княжества Дизак был отмечен персидским и российским двором. Мелик Аван пользовался уважением у российского правительства. В дни царствования Анны Ивановны он отправился со своей свитой в Россию, где встретил прекрасный приём. Российская царица за услуги, оказанные им Петру Великому во время персидских походов, пожаловала мелику Аван-хану чин генерал-майора и различные ордена. А персидский шах Надир в 1736 году назначил его ханом и беглярбеком всех провинций Карабахского ханства. Австрийским императором был возведён в баронское достоинство Священной Римской Империи под именем Иоганна фон Джиованни
В 1741 году Аван-хан по приглашению российской императрицы Елизаветы Петровны присутствует на торжествах по случаю её коронации. На празднествах князь ведёт переговоры и проводит ряд встреч с царицей и высокопоставленными чиновниками России.
После возвращения на родину, в Дизак, мелик Аван-хан прожил недолго, он скончался в 1744 году и похоронен в усыпальнице церкви своей крепости Тох.